# Hermonassa moorei
Hermonassa moorei là một loài bướm đêm trong họ Noctuidae.